# کولومیه
شهر کولومیه (به فرانسوی: Colomiers) در شهرستان اوت-گارون در ناحیه پیرنه میانه با جمعیت ۳۲٬۱۱۰ نفر در کشور فرانسه واقع شده‌است